# František Svoboda
Pour les articles homonymes, voir Svoboda.
František Svoboda (5 août 1906 – 6 juillet 1948) est un footballeur tchécoslovaque.

## Biographie
Il joue attaquant au Slavia Prague et en équipe de Tchécoslovaquie dans les années 1930.
Il inscrit 22 buts en 43 sélections entre 1926 et 1937. Il dispute la coupe du monde 1934 lorsque les Tchécoslovaques sont battus en finale par l'Italie (2-1 après prolongation).